# Émile Deutsch de La Meurthe
Pour les autres membres de la famille, voir Famille Deutsch de la Meurthe.
Émile Deutsch de La Meurthe est un industriel et philanthrope français né à La Villette le 22 octobre 1847 et mort à Quimper le 18 mai 1924.

## Biographie

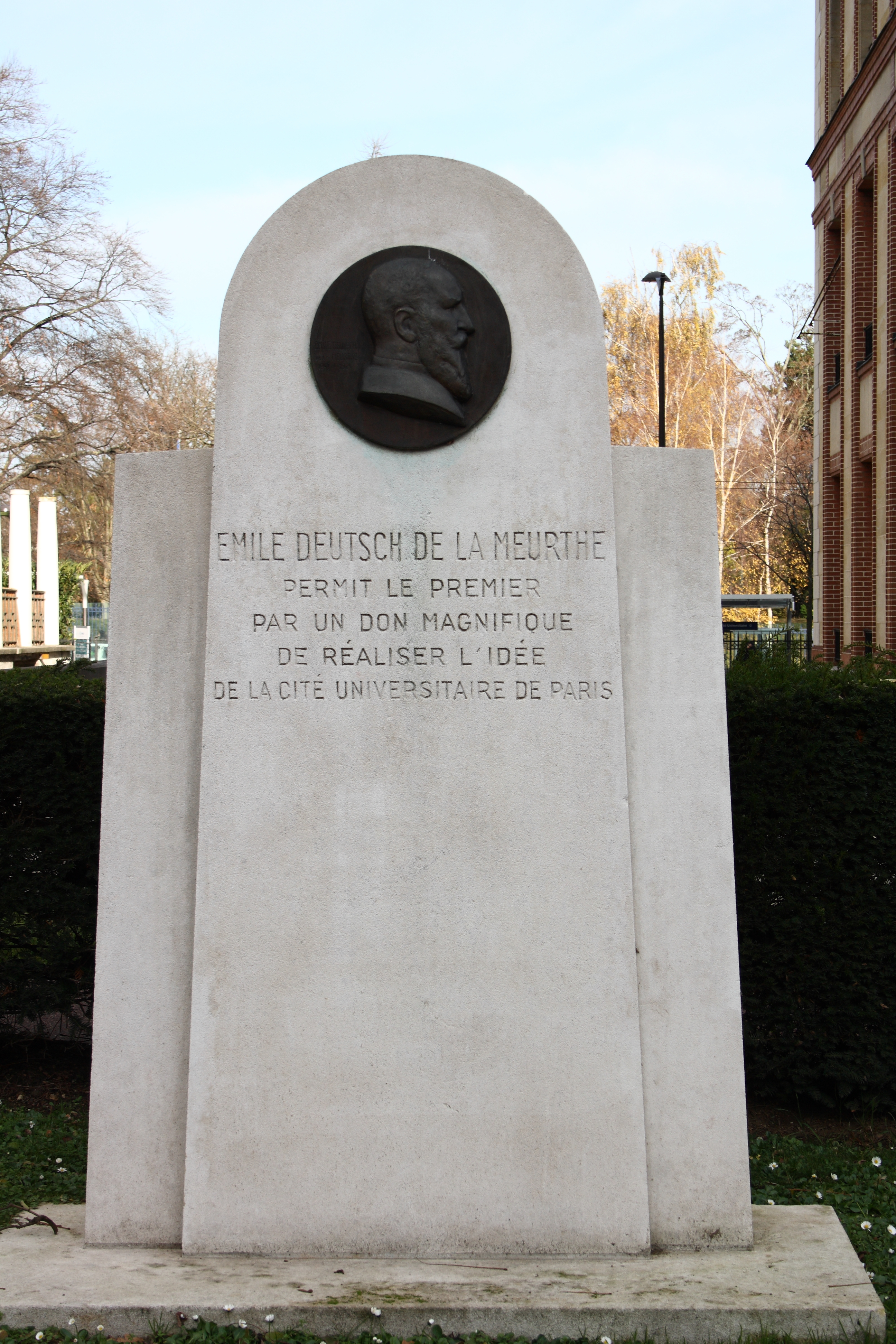

Membre de l'élite entrepreneuriale juive, Émile Deutsch de La Meurthe est le fils d'Alexandre Deutsch (originaire de Gosselming en Lorraine) et de son épouse, née Émilie Picard. Il devient associé avec son frère Henry de l'entreprise familiale en 1877, qu'ils font prospérer et qui devient la société des Pétroles Jupiter en 1922, puis Shell France après une fusion avec la Shell.
En 1923, Émile Deutsch de La Meurthe associe le nom de sa femme Louise (sœur de Fernand Halphen et petite-fille d'Antoine Jacob Stern, décédée en 1914) à son projet en faveur des étudiants. Il fait construire par l'architecte Lucien Bechmann (1880-1968) les premiers bâtiments de ce qui devint la Cité internationale universitaire de Paris, près du Parc Montsouris, qui comporte entre autres résidences la Fondation Émile et Louise Deutsch de la Meurthe.
Il est président de la Fraternité franco-américaine à Paris, administrateur des Habitations à bon marché et de La Puériculture, président de la Chambre syndicale du commerce des huiles de Paris, membre du Syndicat général de la Bourse du commerce de Paris et membre du Commissariat royal d'Espagne.
Il est fait commandeur de la Légion d'honneur, commandeur avec plaque de l'ordre d'Isabelle-la-Catholique, titulaire de la croix de guerre.
Il est le beau-père d'Edward Ezra Esmond (petit-fils de Sir Albert Sassoon et beau-père du général Pierre Billotte), du baron Robert de Gunzburg, de Pierre de Gunzburg (père de Philippe de Gunzbourg) et d'Henri Goldet (petit-fils de Gustave Halphen).

## Distinctions
- Croix de guerre 1914–1918
- Commandeur de la Légion d'honneur (1921)
- Commandeur de l'ordre d'Isabelle la Catholique

## Sources
- Brigitte Blanc/Philippe Ayrault, La Cité internationale universitaire de Paris. La fondation Émile et Louise Deutsch de la Meurthe, Paris, Somogy, 2010, S. 5  (ISBN 978-2-7572-0372-9)
- Tristan Gaston-Breton et Sonia de Panafieu, La famille Deutsch de la Meurthe. D'hier et d'aujourd'hui. 1815-2010, Pour Mémoire, 2010